# Les Aventures de Robinson Crusoé (film, 1954)
Pour les articles homonymes, voir Les Aventures de Robinson Crusoé.
Pour plus de détails, voir Fiche technique et Distribution.
Les Aventures de Robinson Crusoé (Robinson Crusoe) est un film mexicain réalisé par Luis Buñuel, sorti en 1954.

## Fiche technique
- Titre : Les Aventures de Robinson Crusoé
- Titre original : Robinson Crusoe ou encore vendredi ou la vie sauvage de Daniel Defoe en livre
- Réalisation : Luis Buñuel
- Scénario : Luis Buñuel et Hugo Butler d'après Robinson Crusoé de Daniel Defoe
- Production : Óscar Dancigers
- Musique : Anthony Collins
- Photographie : Alex Phillips
- Pays d'origine : Mexique et États-Unis
- Format : Couleurs - 1,37:1 - Mono
- Genre : Aventure et drame
- Durée : 90 minutes
- Date de sortie : 1954

## Distribution
- Dan O'Herlihy (VF : Claude Bertrand / Jean Toulout) : Robinson Crusoe / le père de Robinson
- Jaime Fernández : Vendredi
- Felipe de Alba (VF : Jacques Beauchey) : Capitaine Oberzo
- Chel López (VF : Maurice Pierrat) : Bosun
- José Chávez (VF : Jean Violette) : Pirate

## Autour du film
- Luis Buñuel n'aimait pas le roman de Daniel Defoe, mais accepta immédiatement la mise en scène du film, car il était fasciné par le personnage de Robinson[1].
- Le film a été tourné dans les studio de Tepeyac, à Manzanillo et Chapultepec[1].
- Luis Buñuel utilise la couleur pour la première fois[1].
- Le film obtint l'ariel mexicain pour la réalisation, une mention spéciale au festival de Punta del Este et le prix du magazine Parent à New York[1].
- Dan O'Herlihy a reçu pour ce rôle une nomination aux oscars[1].